# Laphria histrionica
Laphria histrionica är en tvåvingeart som beskrevs av Wulp 1872. Laphria histrionica ingår i släktet Laphria och familjen rovflugor. Inga underarter finns listade i Catalogue of Life.